# Micro-région de Bácsalmás
La micro-région de Bácsalmás (en hongrois : bácsalmási kistérség) est une micro-région statistique hongroise rassemblant plusieurs localités autour de Bácsalmás.

## Localités
| Bácsalmás | Bácsszőlős | Csikéria | Katymár | Kunbaja |
| Madaras   | Mátételke  | Tataháza |         |         |